# Kamenistá dolina (Západní Tatry)
Kamenistá dolina je cca 7 km dlouhé údolí v Západních Tatrách odbočující z dolní části Tiché doliny. 
Protéká jim Kamenistý potok. Skrze celé údolí prochází  modře značený turistický chodník z Podbanského až do Pyšného sedla.